# Исследование о природе и причинах богатства народов
«Исследование о природе и причинах богатства народов» (англ. An Inquiry into the Nature and Causes of the Wealth of Nations) — основная работа шотландского экономиста Адама Смита, опубликованная 9 марта 1776 года, во времена Шотландского просвещения.
Книга оказала значительное влияние на экономическую теорию. Является основополагающим трудом классической политэкономии.

## Структура
Трактат состоит из 5 книг:
1. Причины увеличения производительности труда и порядок, в соответствии с которым его продукт естественным образом распределяется между классами народа;
2. О природе капитала, его накоплении и применении;
3. О развитии благосостояния у разных народов;
4. О системах политической экономии;
5. О доходах монарха или государства.

Третий том, как отмечает Дональд Уинч, рассматривает две последние стадии экономики, то есть феодализм и торговое (коммерческое) общество; но его содержание вернее характеризуется как фактическая история, организованная вокруг предположения о том, каким был бы «естественный» ход развития.

## Новое в подходе к экономике
Адам Смит предложил свой взгляд на роль государства в экономике, который в дальнейшем назвали классической теорией. В соответствии с ним государство должно обеспечивать безопасность жизни человека и его собственности, разрешать споры, гарантировать соблюдение правил. Иными словами, государство должно делать то, что индивидуум либо не в состоянии выполнить самостоятельно, либо делает это неэффективно. В своём описании системы рыночной экономики Адам Смит доказывал, что эгоизм как покупателей, так и продавцов, стремление предпринимателя и потребителя к достижению своих личных интересов в конечном счёте приводит к достижению экономической выгоды и пользы для всего общества. Предприниматель независимо от своей воли и сознания под действием «невидимой руки рынка» достигает полезного для общества результата, который совсем и не входил в его намерения. Главным условием достижения таких результатов является требование, чтобы для всех субъектов хозяйственной деятельности реализовать и гарантировать основные экономические свободы: свободу выбора сферы деятельности, свободу принятия решений, свободу конкуренции и свободу торговли соблюдая — всё это позволяет стремиться к достижению корыстных интересов всех экономических субъектов и при этом максимизирует величину общественного продукта.
Адам Смит считается основоположником трудовой теории стоимости. Основой пропорций обмена товаров он видел количество труда, стоящего за тем или иным товаром.

В самом деле, эти деньги или товары сберегают нам этот труд. Они содержат стоимость известного количества труда, которое мы обмениваем на то, что, по нашему предположению, содержит в данное время стоимость такого же количества труда.— Исследование о природе и причинах богатства народов. Книга 1. Глава V
Позднее эти взгляды Карл Маркс трансформировал в Закон стоимости.

## Издания
Первое издание книги вышло в начале 1776 года. В третьем издании (1784 год) сделано несколько добавлений, в частности к главе о возвратных пошлинах и к главе о премиях. Кроме того, добавлена новая глава «Заключение о меркантилистической системе» и новый параграф в главе о расходах государя. Во всех этих добавлениях под «настоящим положением вещей» имеется в виду положение вещей в 1783 и в начале 1784 годов.
Ещё при жизни Адама Смита книга выдержала пять изданий в Англии (в 1776, 1778, 1784, 1786 и 1789), была издана во Франции (первый перевод в 1779 году) и в Германии.
В Испании книга Смита изначально была запрещена инквизицией. Причина запрета была в том, что в Испании очень настороженно следили за событиями французской революции, в том числе старались не допустить распространение идей разрушения феодальной системы правления. Поступающие из Франции книги очень тщательно изучались для выявления революционных идей. Указание во французском издании на первоначальную публикацию «Богатства народов» в Лондоне инквизиторские цензоры в 1791 году сочли выдумкой. Работу рекомендовали к запрещению. Идеи Смита о защите ростовщичества и эгоизма признавались как скандальные и антиевангельские.
Огромное количество изданий было сделано после смерти Смита (1790 год).

### На русском
Впервые книга переведена на русский в 1802−1806 годах Николаем Политковским. Следующий перевод сделан Петром Бибиковым в 1866 году.
Другими переводчиками были М. Щепкин и А. Кауфман в 1908 году, П. И. Лященко в 1924 году. Издания 1930-х годов не содержали имён переводчиков и были выпущены Институтом К. Маркса и Ф. Энгельса. Издание 1962 года, также без имени переводчика, выпущено под редакцией В. Незнанова.
Книга много раз переиздавалась на русском:
- Исследование свойства и причин богатства народов. Творение Адама Смита. Пер. с английского. Т. 1-4. СПб., 1802—1806.
- Смит Адам. Исследования о природе и причинах богатства народов в 3-х тт. Т.1. с примечаниями Бентама, Бланки, Буханана, Гарнье, Мак-Кулоха, Мальтуса, Милля, Рикардо, Сэя, Сисмонди и Тюрго. Перевел П. А. Бибиков. СПб. тип-фия И. И. Глазунова 1866 г. 496 с.
- Смит А. Исследование о богатстве народов. М., 1895.
- Смит А. Исследование о богатстве народов. СПб., 1908.
- Смит Адам. Исследование о богатстве народов. Пг., 1924.
- Смит А. Исследование о природе и причинах богатства народов. В 2-х т. М.-Л., 1931.
- Смит А. Исследование о природе и причинах богатства народов. В 2 т.-М.; Л.: Госсоцэкгиз, 1935. Т.1.-371 с. Т.2.-475 с.
- Смит А. Исследование природы и причины богатства народов. М., 1954.
- Смит А. Исследование о природе и причинах богатства народов. М: Соцэкгиз, 1962. 684 с.
- Смит А. Исследование о природе и причинах богатства народов. В 2 т. М.: Наука, 1993. 570 с.
- Смит Адам. Исследование о природе и причинах богатства народа (отдельные главы). Петрозаводск, 1993. 320 с.
- Смит А. Исследование о природе и причинах богатства народов. — М.: Ось-89, 1997. 255 с.
- Смит А. Исследование о природе и причинах богатства народов. Книга первая. М, 1997.
- Смит А. Исследование о природе и причинах богатства народов. — М.: Эксмо, 2007.
- Смит А. Исследование о природе и причинах богатства народов. — М.: Эксмо, 2016.